# Hannah Höch
Hannah Höch, nascida Johanna Höch, (Gota, Alemanha, 1 de Novembro de 1889 — Berlim, Alemanha, 31 de Maio de 1978) foi uma das mais importantes representantes do movimento dadaísta e precursora da fotomontagem.

## Vida
De 1912 a 1914, estudou no Colégio das Artes em Berlim, sobre a orientação de Harold Bergen. Estudou desenho em vidro e artes gráficas. Em 1915, Hannah começou uma influente relação com Raoul Hausmann, membro do movimento Dada de Berlim, e já em 1919 estava totalmente envolvida com o Dadaísmo, colaborando com suas publicações e tornando-se pioneira na arte da fotomontagem. 
Sua primeira exposição importante foi organizada em conjunto com outros artistas dadaístas alemães, em Berlim. No ano de 1920 mudou-se para Roma e depois para Praga, onde participou das manifestações dadaístas. Mais tarde, em Paris, fez amizade com Mondrian.
Hannah passou os anos do Terceiro Reich na Alemanha, tentando permanecer quieta e no plano de fundo. O nacional-socialismo incluiu-a na lista dos "artistas degenerados", e só em 1946 pôde expor novamente em seu país. Casou, em 1938, com o muito mais novo homem de negócios e pianista Kurt Matthies, divorciando-se em 1944.
Embora, durante a sua vida, o seu trabalho nunca tivesse sido verdadeiramente aclamado, ela continuou a produzir as suas fotomontagens e a exibi-las até à data da sua morte.

## Obras
Hannah refletiu em suas obras a justaposição entre a mulher alemã moderna e a mulher alemã colonial. Ao fazê-lo desafiou as representações culturais das mulheres, levantando questões relativamente à sexualidade das mulheres e aos seus papéis de gênero na nova sociedade. Com as suas imagens Höch abordou os medos, possibilidades e as novas esperanças para as mulheres na Alemanha moderna.